# The Dawn of Understanding
The Dawn of Understanding er en amerikansk stumfilm fra 1918 af David Smith.

## Medvirkende
- Bessie Love som Sue Prescott
- George A. Williams som Silas Prescott
- John Gilbert som Ira Beasley
- J. Frank Glendon som Jim Wynd
- George Kunkel som Jack Scott